# Ołena Hruszyna
Ołena Eduardiwna Hruszyna, ukr. Олена Едуардівна Грушина (ur. 8 stycznia 1975 w Odessie) – ukraińska łyżwiarka figurowa startująca w parach tanecznych z mężem Rusłanem Honczarowem. Brązowa medalistka olimpijska z Turynu (2006) i uczestniczka igrzysk olimpijskich w Nagano (1998) i Salt Lake City (2002), brązowa medalistka mistrzostw świata (2005), dwukrotna wicemistrzyni Europy (2005, 2006), medalistka finału Grand Prix oraz 5-krotna mistrzyni Ukrainy (1999, 2002, 2004–2006). Zakończyła karierę amatorską w 2006 roku.

## Życiorys
Karierę łyżwiarską zaczęła w wieku czterech lat. Od 1989 roku jej partnerem sportowym był Rusłan Honczarow, z którym startowała na arenie krajowej i międzynarodowej przez całą swoją karierę. Ich pierwszy międzynarodowy start miał miejsce w 1994 roku. W 1995 roku para pobrała się.
Hruszyna i Honczarow trzykrotnie wzięli udział w zimowych igrzyskach olimpijskich. W 1998 roku w Nagano zajęli 15. miejsce, w 2002 roku w Salt Lake City zakończyli swój start na 9. miejscu, a w 2006 roku w Turynie zdobyli brązowy medal olimpijski.
Jedenastokrotnie uczestniczyli w mistrzostwach świata, najlepszy rezultat uzyskując w 2005 roku, kiedy zdobyli brązowy medal. 
Trzykrotnie stanęli na podium mistrzostw Europy. W 2004 roku w Budapeszcie wywalczyli brąz, a w 2005 roku w Turynie i rok później w Lyonie – medale srebrne.
Czterokrotnie zdobyli mistrzostwo Ukrainie w konkurencji par tanecznych seniorów – w latach 2002, 2004, 2005 i 2006.
Hruszyna i Honczarow zakończyli sportową karierę po igrzyskach w Turynie w 2006 roku. W 2008 roku para rozstała się, a Hruszyna związała się z rosyjskim prezenterem telewizyjnym Michaiłem Zielenskim.

## Osiągnięcia

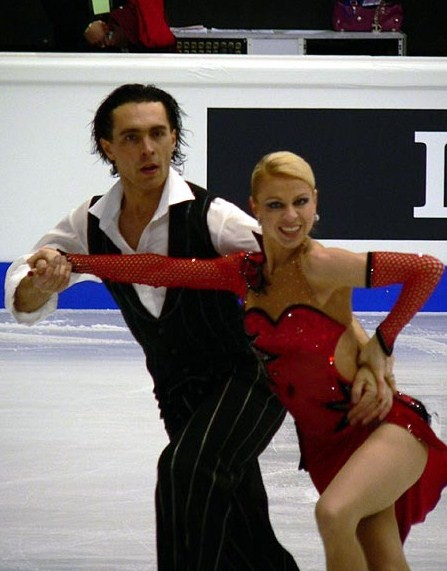
Hruszyna i Honczarow na mistrzostwach Europy 2006

Z Rusłanem Honczarowem
| Zawody                                | 91–92          | 92–93          | 93–94          | 94–95          | 95–96          | 96–97          | 97–98          | 98–99          | 99–00          | 00–01          | 01–02          | 02–03          | 03–04          | 04–05          | 05–06          |                |                |
| Międzynarodowe                        | Międzynarodowe | Międzynarodowe | Międzynarodowe | Międzynarodowe | Międzynarodowe | Międzynarodowe | Międzynarodowe | Międzynarodowe | Międzynarodowe | Międzynarodowe | Międzynarodowe | Międzynarodowe | Międzynarodowe | Międzynarodowe | Międzynarodowe | Międzynarodowe | Międzynarodowe |
| ------------------------------------- | -------------- | -------------- | -------------- | -------------- | -------------- | -------------- | -------------- | -------------- | -------------- | -------------- | -------------- | -------------- | -------------- | -------------- | -------------- | -------------- | -------------- |
| Igrzyska olimpijskie                  |                |                |                |                |                |                | 15             |                |                |                | 9              |                |                |                | 3              |                |                |
| Mistrzostwa świata                    |                |                | 18             | 22             | 19             |                | 13             | 8              | 7              | 8              | 6              | 5              | 4              | 3              |                |                |                |
| Mistrzostwa Europy                    |                |                |                | 14             | 13             | 13             |                | 7              | 8              | 7              | 8              | 4              | 3              | 2              | 2              |                |                |
| GP Finał Grand Prix                   |                |                |                |                |                |                |                |                |                |                |                | 4              | 4              |                | 2              |                |                |
| GP Nations Cup                        |                |                |                |                |                | 10             |                | 4              |                |                |                |                |                |                |                |                |                |
| GP Cup of China                       |                |                |                |                |                |                |                |                |                |                |                |                | 2              |                |                |                |                |
| GP NHK Trophy                         |                |                |                |                |                |                |                |                | 4              | 4              | 5              |                | 2              |                |                |                |                |
| GP Cup of Russia                      |                |                |                |                |                | 9              |                |                |                |                | 3              |                |                | 2              |                |                |                |
| GP Skate America                      |                |                |                |                | 8              |                |                |                |                |                |                | 1              | 2              |                |                |                |                |
| GP Skate Canada International         |                |                |                |                |                |                |                | 4              | 2              | 4              |                | 1              |                |                | 2              |                |                |
| GP Trophée Eric Bompard               |                |                |                |                |                |                |                |                |                |                |                | 1              |                |                | 1              |                |                |
| Memoriał Karla Schäfera               |                | 3              |                |                |                |                |                |                |                |                |                |                |                |                |                |                |                |
| Nebelhorn Trophy                      |                |                |                | 2              |                |                |                |                |                |                |                |                |                |                |                |                |                |
| Skate Israel                          |                |                |                |                | 2              |                |                |                |                |                |                |                |                |                |                |                |                |
| Igrzyska dobrej woli                  |                |                |                | 4              |                |                |                | 3              |                |                |                |                |                |                |                |                |                |
| Zimowa Uniwersjada                    |                |                |                |                |                |                |                |                |                | 1              |                |                |                |                |                |                |                |
| Centennial On Ice                     |                |                |                |                | 9              |                |                |                |                |                |                |                |                |                |                |                |                |
| FSA Trophy                            |                |                |                |                |                | 1              |                |                |                |                |                |                |                |                |                |                |                |
| Międzynarodowe: Kategorie młodzieżowe |                |                |                |                |                |                |                |                |                |                |                |                |                |                |                |                |                |
| Mistrzostwa świata juniorów           | 4              |                |                |                |                |                |                |                |                |                |                |                |                |                |                |                |                |
| Krajowe                               |                |                |                |                |                |                |                |                |                |                |                |                |                |                |                |                |                |
| Mistrzostwa Ukrainy                   |                | 2              | 3              | 2              | 3              | 2              | 2              | 1              |                |                | 1              |                | 1              | 1              | 1              |                |                |